# Hrabstwo Glynn

Piramida wieku hrabstwa

Hrabstwo Glynn – hrabstwo w stanie Georgia w Stanach Zjednoczonych. Hrabstwo leży na południowym zachodzie stanu, na wybrzeżu Atlantyckim. Jego siedzibą administracyjną jest Brunswick.

## Geografia
Według spisu z 2000 roku obszar całkowity hrabstwa obejmuje powierzchnię 585,17 mil2 (1516 km²), z czego 422,37 mil2 (1094 km²) stanowią lądy, a 162,80 mil2 (422 km²) stanowią wody. Do hrabstwa należą cztery wyspy Sea Islands, będące wyspami barierowymi wybrzeża Atlantyckiego. 

### CDP
- Country Club Estates
- Dock Junction
- St. Simons

### Główne drogi
- Autostrada międzystanowa nr 95
- Droga krajowa Stanów Zjednoczonych nr 17
- Droga krajowa Stanów Zjednoczonych nr 25
- Droga krajowa Stanów Zjednoczonych nr 82
- Droga krajowa Stanów Zjednoczonych nr 341

### Sąsiednie hrabstwa
- Hrabstwo McIntosh, Georgia (północ)
- Hrabstwo Bryan, Georgia (południowy zachód)
- Hrabstwo Brantley, Georgia (zachód)
- Hrabstwo Wayne, Georgia (północny zachód)

## Demografia
Według spisu z 2020 roku liczy 84,5 tys. mieszkańców, co oznacza wzrost o 6,1% w porównaniu z poprzednim spisem z roku 2010. Według danych pięcioletnich z 2021 roku 69,3% to biali (63,6% nie licząc Latynosów), 26,1% czarnoskórzy lub Afroamerykanie, 2% miało rasę mieszaną, 1,8% Azjaci, 0,6% to rdzenna ludność Ameryki i 0,2% pochodziło z wysp Pacyfiku. Latynosi stanowili 7,1% populacji hrabstwa.
Do największych grup należały osoby pochodzenia angielskiego (11%), irlandzkiego (10%), „amerykańskiego” (7,6%), niemieckiego (6,6%), szkockiego lub szkocko–irlandzkiego (3,9%), meksykańskiego (3,2%) i włoskiego (3%).

## Religia
W 2020 roku pod względem członkostwa największą grupą są protestanci, w tym głównie: baptyści (13,7%), zielonoświątkowcy (ok. 10%), metodyści (8,1%) i ewangelikalni bezdenominacyjni (5,4%). Inne religie obejmowały: katolików (4,5%), świadków Jehowy (2,3%) i mormonów (0,7%).

## Polityka
Hrabstwo jest przeważająco republikańskie, gdzie w wyborach prezydenckich w 2020 roku, 61% głosów otrzymał Donald Trump i 37,8% przypadło dla Joe Bidena. 